# RIZIN FIGHTING WORLD GRAND-PRIX 2016 無差別級トーナメント 開幕戦
Cygames presents RIZIN FIGHTING WORLD GRAND-PRIX 2016 無差別級トーナメント 開幕戦（サイゲームス・プレゼンツ・ライジン・ファイティング・ワールド・グランプリ・2016 むさべつきゅうトーナメント かいまくせん）またはRIZIN.2（ライジン・トゥー）は、日本の総合格闘技団体「RIZIN」の大会の一つ。
2016年9月25日に埼玉県さいたま市のさいたまスーパーアリーナで開催された。

## 大会概要
本大会では女子の注目の試合、RENA vs. 山本美憂が組まれた。

## 試合結果
第1試合 女子MMAルール 無差別級ワンマッチ 5分3R
○  ギャビ・ガルシア vs.  デスティニー･ヤーブロー ×
1R 2:42 V1アームロック
第2試合 女子MMAルール 52.2kg契約ワンマッチ（肘あり） 5分3R
○  村田夏南子 vs.  キーラ・バタラ ×
3R終了 判定3-0
第3試合 MMA特別ルール 67.0kg契約ワンマッチ 3分3R
×  木村"フィリップ"ミノル vs.  チャールズ・"クレイジー・ホース"・ベネット ○
1R 0:07 KO（右ストレート→パウンド）
※KO勝利としては最短記録となった
第4試合 無差別級トーナメント1回戦 5分2R
×  テオドラス・オークストリス vs.  シモン・バヨル ○
2R終了 判定0-3
※バヨルがトーナメント2回戦進出
第5試合 無差別級トーナメント1回戦 5分2R
×  ジョアン・アルメイダ vs.  アミール・アリアックバリ ○
1R 2:25 TKO（ドクターストップ）
※アリアックバリがトーナメント2回戦進出
第6試合 無差別級トーナメント1回戦 5分2R
×  カール・アルブレックソン vs.  ワレンティン・モルダフスキー ○
2R終了 判定0-3
※モルダフスキーがトーナメント2回戦進出
第7試合 無差別級トーナメント1回戦 5分2R
○  イリー・プロハースカ vs.  マーク・タニオス ×
2R終了 判定3-0
※プロハースカがトーナメント2回戦進出
第8試合 MMAルール 62.0kg契約ワンマッチ 1R10分/2R5分
×  才賀紀左衛門 vs.  山本アーセン ○
2R終了 判定1-2
第9試合 MMAルール 71.0kg契約ワンマッチ 1R10分/2R5分
×  アンディ・サワー vs.  ダロン・クルックシャンク ○
1R 4:09 リアネイキッドチョーク
第10試合 無差別級トーナメント1回戦 5分2R/延長5分1R
×  藤田和之 vs.  バルト ○
2R終了 判定0-3
※バルトがトーナメント2回戦進出
第11試合 無差別級トーナメント1回戦 5分2R
○  ミルコ・クロコップ vs.  ミョン･ヒョンマン ×
1R 2:20 肩固め
※ミルコがトーナメント2回戦進出
第12試合 女子MMAルール 49.0kg契約ワンマッチ 5分3R
○  RENA vs.  山本美憂 ×
1R 4:50 アームトライアングルチョーク
公式発表では「アームトライアングルチョーク」だが実際はニンジャチョークである。
第13試合 MMA特別ルール 65.8kg契約ワンマッチ 1分10分/2･3R5分
○  クロン・グレイシー vs.  所英男 ×
1R 9:44 リアネイキッドチョーク

## 地上波放送

### 出演者
メインキャスター
- 高田延彦
- 小池栄子

ゲスト
- 関根勤

解説者
- 川尻達也

リポート
- おのののか
- 朝比奈彩

実況・キャスター・リポーター
- 矢野武
- 市川勝也
- 髙橋大輔
- 福永一茂（フジテレビアナウンサー）
- 鈴木芳彦（フジテレビアナウンサー）

### スタッフ
- 演出：佐藤大輔
- プロデューサー：河本晃典、若林美樹、永盛健之
- チーフプロデューサー：浜野貴敏
- 大会製作：株式会社ドリームファクトリーワールドワイド
- 協力：株式会社うぼん
- 中継・技術協力：fmt、クラフト・フィールド、IMAGICA、共同テレビ、ZACK
- 制作協力：佐藤映像、オフィスながも、東京フイルム・メート、バンエイト、デジデリック、BEE BRAIN、ブロンコス、メディア・プロデュース
- 制作：フジテレビ第二制作センター
- 制作著作：フジテレビ